# 2078 Nanking
A 2078 Nanking (ideiglenes jelöléssel 1975 AD) egy marsközeli kisbolygó. Bíbor-hegyi Obszervatórium fedezte fel 1975. január 12-én.
Nevét Nanking város után kapta.